# سارابوری
سارابوری (به تایلندی: สระบุรี) یک شهر در تایلند است که در استان سارابوری واقع شده‌است.

## خصوصیات
سارابوری  ۶۱٬۹۰۰ نفر جمعیت دارد.
نفر جمعیت دارد.